# Best Song Ever
«Best Song Ever» — песня британского бой-бенда One Direction, первый трек и лид-сингл с их третьего альбома Midnight Memories (2013).

## История создания песни
Песню написали Эд Дрюэтт, Уэйн Хектор, Джон Райан и Джулиан Бунетта.
До этого автор-исполнитель Эд Дрюэтт писал песни вместе с таким исполнителями, как группа The Wanted (песню «Glad You Came») и британский певец Олли Мерс (песню «Dear Darlin’»).
Это была первая написанная Дрюэттом песня, которую группа One Direction выпустила. Эд рассказывал корреспонденту передачи MTV News UK:
Я встречался с ними несколько раз, когда они только только прошли X Factor. Мы провели пару совместных сессий, но с той песней ничего не получилось.
[…]

В этот раз меня просто позвал (drafted in) их лейбл звукозаписи. Я накачался виски и мы с моими друзьями [just] придумали эту песню, которая, как потом получилось, стала их первым синглом [с третьего альбома]. Так что [это] фантастические новости. Так что я опять накачался виски. Только [ещё] эту одну.
Ещё MTV News UK спросил у Эда, что же делает песню «Best Song Ever», как утверждает её название, «лучшей песней всех времён», и он, шутя, ответил так:
Мы не воображали из себя, когда её написали. Песня была о том, что они поют лучшую песню всех времён. Это лучшая песня всех времён, потому что я её написал и они её поют. Этого достаточно.

## Съёмки видеоклипа
Видеоклип к песне «Best Song Ever» был снят в июне 2013 года. Снимался он в Майами в американском штате Флорида британским теле- и кинорежиссёром Беном Уилсоном.
В видео все пять участников группы играют не только самих себя, но и ещё пять человек, которые пытаются помочь группе разработать сюжет её будущего фильма, придумывая для него новые и новые идеи.
Сайт Songfacts так описывает роли, что ребята играют:
Найл Хоран и Луи Томлинсон играют лысого и седого кинопродюсеров, Гарри Стайлз гиперактивного ботаника-маркетолога, Лиам Пейн — энергичного странноватого  хореографа, и Зейн Малик сексуальную девушку-ассистентку.

## Релиз и приём публики
Сингл вышел 22 июля 2013 года. Это был лид-сингл с третьего студийного альбома группы. Также он служил в качестве промоции для выходившего тогда 3D-фильма о группе One Direction, который назывался This Is Us.
В первые 24 часа на VEVO песня видеоклип был просмотрен 12,3 млн раз, что побило предыдущий рекорд в 10,7 млн просмотров, принадлежавший видеоклипу Майли Сайрус «We Can’t Stop». Однако через пару месяцев Майли опять отобрала у One Direction рекорд, заработав 19,3 млн просмотров за 24 часа с видеоклипом «Wrecking Ball».

## Премии и номинации
На MTV Video Music Awards 2013 года песня победила в номинации «Песня лета».

## Сходство с песней группы The Who
Было замечено, что песня «Best Song Ever» похожа на песню группы The Who 1971 года «Baba O’Riley». Один из авторов песни Джулиан Бунетта так объяснял в интервью программе MTV News:
Она начинается с синтезатора, и «Baba O’Riley» начинается с синтезатора. Я хочу сказать, это огромный комплимент, потому что если она может вызвать то же радостное возбуждение (excitement), тогда это потрясающе, но это было не то, что…  Мы не сказали: „Окей, давайте cдерём песню с «Baba O’Riley». В какой-то момент мы признали <smnall>[узнали] (recognized), что в ней тот же самый тип вступления, где синтезатор и пианино, но мы действительно постарались, чтобы не было кражи интеллектуальной собственности или чего-то в таком роде.
Ходили слухи, что группа The Who собиралась подать на One Direction в суд или заставить их лейбл удалить песню отовсюду. Он заявил журналу Uncut:
Нет! Мне нравится этот сингл.
Аккорды, что использовал я, и те, что они использовали, — одни и те же три аккорда, что мы все использовали в простейшей (basic) поп-музыке с тех пор, как Бадди Холли, Эдди Кокран и Чак Берри ясно показали, что причудливые аккорды не равны (don’t mean) отличной музыке — не всегда.
Я всё ещё пишу песни, которые звучат как «Baba O’Riley» — или я стараюсь. Это часть моей жизни и часть родословной по́па.

One Direction занимаются тем же делом (бизнесом), что и я, с миллионом фанатов и я счастлив, что они возможно были чуть-чуть вдохновлены (influenced) группой The Who.